# Wappen Ålands

Wappen Ålands

Das Wappen Ålands zeigt einen goldenen und bezungten Rothirschen mit Geweih auf blauem Grund. Das Wappen ist oben mit einer flachen Perlenkrone versehen, welche eine alte schwedische Krone symbolisiert.
Åland bekam sein Wappen vor der Beerdigung des schwedischen Königs Gustav I. Wasa 1560.
Der ursprüngliche Entwurf enthielt zwei Rehe auf einem Feld mit neun weißen Rosen. Jedoch wurde Åland nie dieses Wappen gewährt, sondern nur das Wappen mit einem Hirsch.
In den 1940er Jahren entdeckte das Heraldische Amt Schwedens (Riksheraldikerämbetet), dass beim Wappenentwurf vor 400 Jahren ein grober Fehler gemacht wurde. Das Wappen der Åland-Inseln war ursprünglich für Öland gedacht. Öland, eine Insel vor der Küste von Småland, war ebenfalls von diesem Irrtum betroffen. Auf Öland lebten viele Hirsche und es war dadurch ein königliches Jagdrevier, hatte jedoch keine historische Verbindung zu den neun finnischen Rosen, welche das dortige Wappen schmücken.

## Beschreibung
In Blau ein laufender goldener Hirsch mit goldenem Geweih. Auf dem Wappen ruht eine flache Perlenkrone.